# August Wenzinger
August Wenzinger (ur. 14 listopada 1905 w Bazylei, zm. 25 grudnia 1996 tamże) – szwajcarski wiolonczelista, gambista i dyrygent.

## Życiorys
W latach 1915–1927 był uczniem konserwatorium w Bazylei. Naukę kontynuował w latach 1927–1929 u Paula Grümmera (wiolonczela) i Philippa Jarnacha (teoria) w Hochschule für Musik w Kolonii. Pełnił funkcję pierwszego wiolonczelisty Philharmonische Gesellschaft w Bremie (1929–1934) oraz Allgemeine Musikgesellschaft w Bazylei (1936–1970). Od 1933 do 1947 roku był także członkiem Basler Streichquartett. W 1960 roku otrzymał tytuł doktora honoris caursa uniwersytetu w Bazylei.
Był propagatorem wykonywania muzyki barokowej na instrumentach historycznych. W 1930 roku wspólnie z flecistą Gustavem Scheckiem założył Kammermusikkreis Scheck–Wenzinger. Był współzałożycielem powołanej w 1933 roku Schola Cantorum Basiliensis, gdzie uczył gry na violi da gamba. W latach 1954–1958 prowadził zespół Capella Coloniensis. Od 1958 do 1966 roku wystawiał opery barokowe w Herrenhausen w Hanowerze. Opublikował prace Gambenübung (2 tomy, 1935 i 1938) oraz Gambenfibel (razem z Marianne Majer, 1943).